# アシリチェップノミ
アシリチェップノミ（アイヌ語: Asircepnomi、アシㇼチェㇷ゚ノミ）はアイヌ語で新しい鮭（アシリチェップ）を迎えるための儀式を意味する。神からの贈り物に感謝するアイヌ民族の儀式であり、札幌市では豊平川河川敷で、浦幌町ではラポロアイヌネイションにより浦幌十勝川の支流である新川の堤防にて、毎年9月中旬に行われている。
日本政府による継続的同化政策・日本社会におけるアイヌへの差別を原因として一度は途絶えたものの、1982年にアシㇼチェㇷ゚ノミは約100年ぶりに復興し、2025年現在まで継続して行われている。